# Brian Davis
Brian Keith Davis (Atlantic City, 21 giugno 1970) è un ex cestista statunitense, professionista in Francia e nella NBA.

## Carriera
È stato selezionato dai Phoenix Suns al secondo giro del Draft NBA 1992 (48ª scelta assoluta).
Con gli Stati Uniti ha disputato i Giochi panamericani di Mar del Plata 1995.

## Palmarès
- 2 volte campione NCAA (1991, 1992)